# 어드레 감수광
최재혁의 제주패트롤 어드레 감수광은 최재혁 아나운서의 진행으로 JIBS뉴파워FM에서 방송되고 있는 프로그램이다. 라디오 문자사연 참여는 유료문자 #1015번으로 방송시간에 한해 참여 가능하다.

## 코너

### 매일
- 이시간 교통정보
- 미리듣는 820뉴스
- 날아라 피자야
- 우리동네 퀴즈

### 요일별
- 월요일 : 이구동성 퀴즈쇼
- 화요일 : 우리동네 주치의
- 수요일 : 칭찬햄수다
- 목요일 : 화영시네마 with 정화영 리포터
- 금요일 : 문화로그 왓
- 주말 : 주간 사연과 신청곡

## 논란
2015년 JIBS 파업 이후, 파업에 참여하지 않았던 이정민 아나운서만 라디오 프로그램으로 정상 복귀했다. 이후 3개월의 공백기를 거쳐 주민들의 반발이 심해지자, 최재혁 아나운서가 기존 프로그램인 <최재혁의 뮤직파워>를 그만두고 새 프로그램을 신설했다. JIBS로서는 첫 6시대 편성이다.

## 같이 보기
- JIBS New Power FM
- SBS 파워FM
- 박소현의 러브게임

| JIBS New Power FM   |                                   |                      |
| 이전                | 최재혁의 제주패트롤 어드레 감수광 | 다음                 |
| 붐붐파워            | 최재혁의 제주패트롤 어드레 감수광 | 이국주의 영스트리트  |
| 오후 4시 ~ 오후 6시 | 오후 6시 ~ 오후 8시               | 오후 8시 ~ 오후 10시 |
|                     |                                   |                      |